# Szkoła Podoficerów Zawodowych Służby Weterynaryjnej
Szkoła Podoficerów Zawodowych Służby Weterynaryjnej – szkoła podoficerska służby weterynaryjnej Wojska Polskiego II RP.

## Utworzenie szkoły
W latach 1926–1928 funkcjonowały:
- 1 Okręgowa Szkoła Służby Weterynaryjnej – płk lek. wet. Władysław Twardowski,
- 3 Okręgowa Szkoła Służby Weterynaryjnej – mjr lek. wet. Michał Podsędkowski,
- 5 Okręgowa Szkoła Służby Weterynaryjnej – ppłk lek. wet. Stanisław Pietruszka,
- 6 Okręgowa Szkoła Służby Weterynaryjnej – mjr lek. wet. Jan Zenkner,
- 7 Okręgowa Szkoła Służby Weterynaryjnej – ppłk lek. wet. Konstanty Stachurski[1].

Minister spraw wojskowych rozkazem nr B.Og.Org. 300 Org. z dniem 1 lutego 1928 roku zlikwidował Centralną Wojskową Szkołę Podkowniczą oraz okręgowe szkoły służby weterynaryjnej, a w ich miejsce utworzył Szkołę Podoficerów Zawodowych Służby Weterynaryjnej w Warszawie. 
Z dniem 1 lutego 1937 szkoła została połączona z Wojskową Pracownią Weterynaryjną w Centrum Wyszkolenia i Badań Weterynaryjnych.

## Organizacja szkoły
Na czele szkoły stał komendant (sztabowy oficer lekarz weterynarii), któremu podlegały:
- personel kancelaryjny,
- kompania szkolna,
- klinika szkolna,
- kuźnia szkolna.

Kierownik kliniki szkolnej był jednocześnie kierownikiem kursu podoficerów weterynaryjnych, natomiast kierownik kuźni szkolnej – kierownikiem kursu majstrów podkuwaczy. Wszyscy oficerowie szkoły byli jednocześnie wykładowcami.

## Kadra szkoły
Komendanci szkoły
- płk lek. wet. Władysław Twardowski (III 1928[4] – 30 XI 1929 → stan spoczynku[5])
- ppłk / płk lek. wet. dr Józef Kulczycki (1 XII 1929[6] – 1937 → komendant Centrum Wyszkolenia i Badań Weterynaryjnych)

Kierownicy kliniki
- ppłk lek. wet. dr Józef Kulczycki (III 1928 – 1 XII 1929)
- kpt. lek. wet. Kazimierz Sidor (od 1 XII 1929[7])

Kierownicy kuźni szkolnej
- mjr lek. wet. Stanisław Dowgiałło (od III 1928[8])
- mjr lek. wet. Franciszek Klepaczko (od 1 VI 1935[9])

Obsada personalna szkoły w 1932 roku
- komendant – płk lek. wet. dr Józef Kulczycki
- kierownik Centralnych Kursów Majstrów Podkuwaczy – mjr lek. wet. Stanisław Dowgiałło
- mjr lek. wet. Edward Łukasiewicz (do XII 1932 → lek. wet. 2 pac[11])
- ordynator – mjr lek. wet. Franciszek Klepaczko (od XII 1932[11])
- kpt. lek. wet. Kazimierz Sidor
- p.o. ordynatora – ppor. lek. wet. Feliks Gutowski[12]
- dowódca kompanii szkolnej – ppor. lek. wet. Tadeusz Kazimierz Sagal[12]